# Robert Verbeek
Robert Verbeek (født 26. juli 1961) er en tidligere nederlandsk fodboldspiller og træner.